# Passage (album Carpenters)
Passage – ósmy studyjny album w dyskografii duetu The Carpenters. Ukazał się nakładem wytwórni A&M Records 23 września 1977 pod numerem katalogowym SP 4703. Najwyższą pozycja jaką zajmował album na UK Albums Chart w Wielkiej Brytanii było miejsce 12. Natomiast na amerykańskiej liście Billboard 200 dotarł do pozycji 49.
Pierwsza płyta The Carpenters, na której nie ma ani jednej kompozycji autorstwa Richarda Carpentera w porównaniu do poprzednich albumów jest płytą zdecydowanie eksperymentalną muzycznie, bardziej ambitną. Jednak ten rodzaj muzyki nie przypadł do gustu miłośnikom zespołu, co przełożyło się na mniejszą sprzedaż płyty niż poprzednich albumów.
Na płycie znajdują się m.in. cover przeboju kanadyjskiej grupy progresywnej Klaatu „Calling Occupants of Interplanetary Craft” (32. pozycja na liście Billboard Hot 100, “Sweet, Sweet Smile” (7. pozycja na liście Adult Contemporary), “All You Get From Love Is A Love Song” (4. pozycja na liście Adult Contemporary).

## Lista utworów
źródło:
Strona A
| 1. | „B'wana She No Home” (Michael Franks)                                                          | 5:36  |
|    |                                                                                                |       |
| 2. | „All You Get from Love Is a Love Song” (Steve Eaton)                                           | 3:47  |
|    |                                                                                                |       |
| 3. | „I Just Fall in Love Again” (Stephen Dorff, Larry Herbstritt, Harry Lloyd, Gloria Sklerov)     | 4:05  |
|    |                                                                                                |       |
| 4. | „On the Balcony of the Casa Rosada/Don't Cry for Me Argentina” (Andrew Lloyd Webber, Tim Rice) | 8:13  |
|    |                                                                                                |       |
|    |                                                                                                | 21:41 |
|    |                                                                                                |       |
Strona B
| 1. | „Sweet, Sweet Smile” (Juice Newton, Otha Young)                            | 3:02  |
|    |                                                                            |       |
| 2. | „Two Sides” (Scott E. Davis)                                               | 3:28  |
|    |                                                                            |       |
| 3. | „Man Smart, Woman Smarter” (Norman Span)                                   | 4:22  |
|    |                                                                            |       |
| 4. | „Calling Occupants of Interplanetary Craft” (Terry Draper, John Woloschuk) | 7:06  |
|    |                                                                            |       |
|    |                                                                            | 17:58 |
|    |                                                                            |       |

## Twórcy
- Wokal – Karen Carpenter, Richard Carpenter
- Chórki – Gregg Smith Singers (utwory: A3, A4, B4)
- Gitara basowa – Joe Osborn (utwory: A1 do A3, B1 do B4)
- Dyrygent (Gregg Smith Singers) – Gregg Smith (2)
- Dyrygent (Overbudget Philharmonic) – Peter Knight (5)
- Perkusja – Ed Green (utwory: A2, B2, B3), Ron Tutt (utwory: A1, A3, B1, B4)
- Gitara elektryczna – Tony Peluso (utwory: A1 do A3, B1 do B4)
- Fortepian elektryczny – Richard Carpenter (utwory: A2, A3, B2, B4)
- Orkiestra – Overbudget Philharmonic (utwory: A3, A4, B4)
- Orkiestracja – Peter Knight (5) (utwory: A3, A4, B4), Richard Carpenter (utwory: A1, A2, B1 do B3)
- Fortepian – Richard Carpenter (utwory: A2, A3, B4)
- Aranżacja – Richard Carpenter
- Producent – Richard Carpenter
- Współproducent – Karen Carpenter
- Kierownictwo artystyczne – Roland Young
- Okładka – Lou Beach
- Design – Junie Osaki
- Mastering – Bernie Grundman
- Inżynier dźwięku – Dave Iveland, Ray Gerhardt, Roger Young

## Single

### All You Get from Love Is a Love Song
- Singiel 7” wydany w USA w 1977 przez A&M Records – (A&M 1940)

(US Hot 100 #35, US Adult Contemporary #4)
1. „All You Get from Love Is a Love Song"
2. „I Have You"

### Calling Occupants of Interplanetary Craft (The Recognized Anthem of World Contact Day)
- Singiel 7” wydany w USA w 1977 przez A&M Records – (A&M 1978)

(US Hot 100 #32, US Adult Contemporary #18)
1. „Calling Occupants of Interplanetary Craft” (The Recognized Anthem of World Contact Day)
2. „Can't Smile without You"

### Sweet, Sweet Smile
- Singiel 7” wydany w USA w 1978 przez A&M Records – (A&M 2008)

(US Hot 100 #44, US Adult Contemporary #7, US Country #8)
1. „Sweet, Sweet Smile"
2. „I Have You"

### Don't Cry for Me Argentina
- Singiel 7” wydany w Kanadzie w 1978 przez A&M Records – (A&M 8629)

1. „Don't Cry for Me Argentina"
2. „Calling Occupants of Interplanetary Craft” (The Recognized Anthem of World Contact Day)